# Honoré al III-lea, Prinț de Monaco
Honoré al III-lea (n. 10 noiembrie 1720, Paris, Regatul Franței – d. 21 martie 1795, Paris, Prima Republică Franceză) a fost Prinț de Monaco și Duce de Valentinois timp de aproape șaizeci de ani, din 1733 până în 1793. Honoré a fost fiul lui Jacques I, Prinț de Monaco și a soției acestuia, Louise Hippolyte, Prințesă de Monaco.

## Biografie
La 20 mai 1732, el s-a mutat la Hotel Matignon din Paris împreună cu tatăl său și a rămas acolo, chiar și după ce a fost proclamat Prinț de Monaco în 1733. Antoine Grimaldi a acționat ca regent pentru prinț între 1732 și 1784, când Honoré a ales să locuiască la Paris. Această situație a rămas neschimbată o jumătate de secol, până la moartea lui Antoine în 1784, când Honoré al III-lea avea deja 64 de ani. Deși el era deschis la ideile revoluționare ale timpului, a fost închis la 20 septembrie 1793. La eliberarea lui, un an mai târziu, era ruinat iar proprietatea sa sub sigiliu.
S-a căsătorit cu Maria Caterina Brignole, fiica unui nobil genovez. Cuplul a avut doi copii: Honoré al IV-lea, Prinț de Monaco și Joseph Grimaldi (10 septembrie 1763 – 28 iunie 1816) înainte să divorțeze în 1770. După divorț, Marie-Catherine s-a recăsătorit cu  Louis Joseph, Prinț de Condé în 1798.